# هوستون (آرکانسا)
هوستون (به انگلیسی: Houston) یک شهر در ایالات متحده آمریکا است که در شهرستان پری، آرکانزاس واقع شده‌است. هوستون ۲٫۶۲ کیلومتر مربع مساحت و ۱۷۳ نفر جمعیت دارد و ۹۴ متر بالاتر از سطح دریا واقع شده‌است.